# Turbanella multidigitata
Turbanella multidigitata är en djurart som tillhör fylumet bukhårsdjur, och som beskrevs av Kisielewski 1987. Turbanella multidigitata ingår i släktet Turbanella och familjen Turbanellidae. Inga underarter finns listade i Catalogue of Life.